# Patzún
Patzún és un municipi del Departament de Chimaltenango, Guatemala. Segons estimacions de l'any 2009, té una població de 50.452 habitants.
El 94.8 % de la població és d'ètnia kaqchikel i el 5.2 % són ladinos-mestissos. Un 50 % professa la religió catòlica i un 45% l'evangèlica. També hi ha practicants de cerimònies indígenes. La llengua majoritària és el kaqchikel.
El municipi cobreix una àrea de 124 km² i una altitud estimada en 2.213 msnm. Comprèn 13 pobles petits, 18 finques i 23 caserius.